# Jesse Lazear
Jesse William Lazear, född 2 maj 1866 i Baltimore, död 26 september 1900 i Quemados på Kuba, var en amerikansk läkare och bakteriolog. Han var medlem i den kommission som visade att sjukdomen gula febern sprids med myggan Aëdes aegypti. Upptäckten bekräftades på ett tragiskt sätt när Lazear år 1900 själv avled efter ett myggbett. 
Kommissionen hade sänts av USA:s armé till Kuba, då ett amerikanskt protektorat, där gula febern var ett svårt gissel. Det ansågs allmänt att sjukdomen spreds med filtar och kläder som sjuka hade använt, men kommissionens ledare Walter Reed ansåg - liksom tidigare en kubansk läkare - att smittan var insektsburen. 
Några av läkarna i kommissionen lät sig medvetet stickas av myggor och en av dem insjuknade. Lazear hade inte för avsikt att experimentera på sig själv men blev oavsiktligt stucken, insjuknade och dog inom en vecka. 
Den samling provisoriska forskningsbaracker som upprättats döptes nu till Camp Lazear och den fortsätta forskningen kunde slutgiltigt visa att myggan var den enda smittvägen. Lazear är ett klassiskt exempel på en medicinsk martyr.